# Harry Evan James
Harry Evan James (ur. 20 listopada 1865 w Holborn, zm. 13 marca 1951 w Lewisham) – brytyjski szermierz, członek brytyjskiej drużyny olimpijskiej w 1908 oraz 1920 roku.